# Crystallaria
Crystallaria – rodzaj ryb z rodziny okoniowatych.

## Klasyfikacja
Gatunki zaliczane do tego rodzaju:
- Crystallaria asprella
- Crystallaria cinoctta